# Les Baroches
Les Baroches is een gemeente in het arrondissement Briey van het Franse departement Meurthe-et-Moselle in de regio Lotharingen en telt 348 inwoners (1999).

## Geschiedenis
De gemeente is in 1809 ontstaan toen de gemeente Penil werd opgeheven, de plaats werd toegevoegd aan de gemeente Génaville en de gemeente werd hernoemd naar Les Baroches, genoemd naar de plek waar de plaatsjes Génaville, Méraumont en Penil samenkwamen. Net als de fusiegemeenten viel Les Baroches onder het arrondissement Briey in het departement Moselle. Toen bij de Vrede van Frankfurt een deel van regio Lotharingen werd toegewezen aan het Duitse Keizerrijk bleef het arrondissement Briey Frans en werd opgenomen in het nieuw gevormde departement Meurthe-et-Moselle samen met het niet-geannexeerde deel van het opgeheven departement Meurthe. De gemeente maakte tot 22 maart 2015 deel uit van het kanton Briey dat op die dag werd opgeheven en opging in het huidige kanton Pays de Briey.

## Geografie
De oppervlakte van Les Baroches bedraagt 13,6 km², de bevolkingsdichtheid is 25,6 inwoners per km².
De onderstaande kaart toont de ligging van Les Baroches met de belangrijkste infrastructuur en aangrenzende gemeenten.

## Demografie
Onderstaande figuur toont het verloop van het inwonertal (bron: INSEE-tellingen).